# Brzina (řeka)
Brzina (v místním nářečí Brsina) je říčka tekoucí převážně ve Středočeském kraji. Délka toku činí 27,3 km. Plocha povodí měří 141,0 km². Název je pravděpodobně odvozen od staročeského slovesa "brziti", tj. spěchati.

## Průběh toku

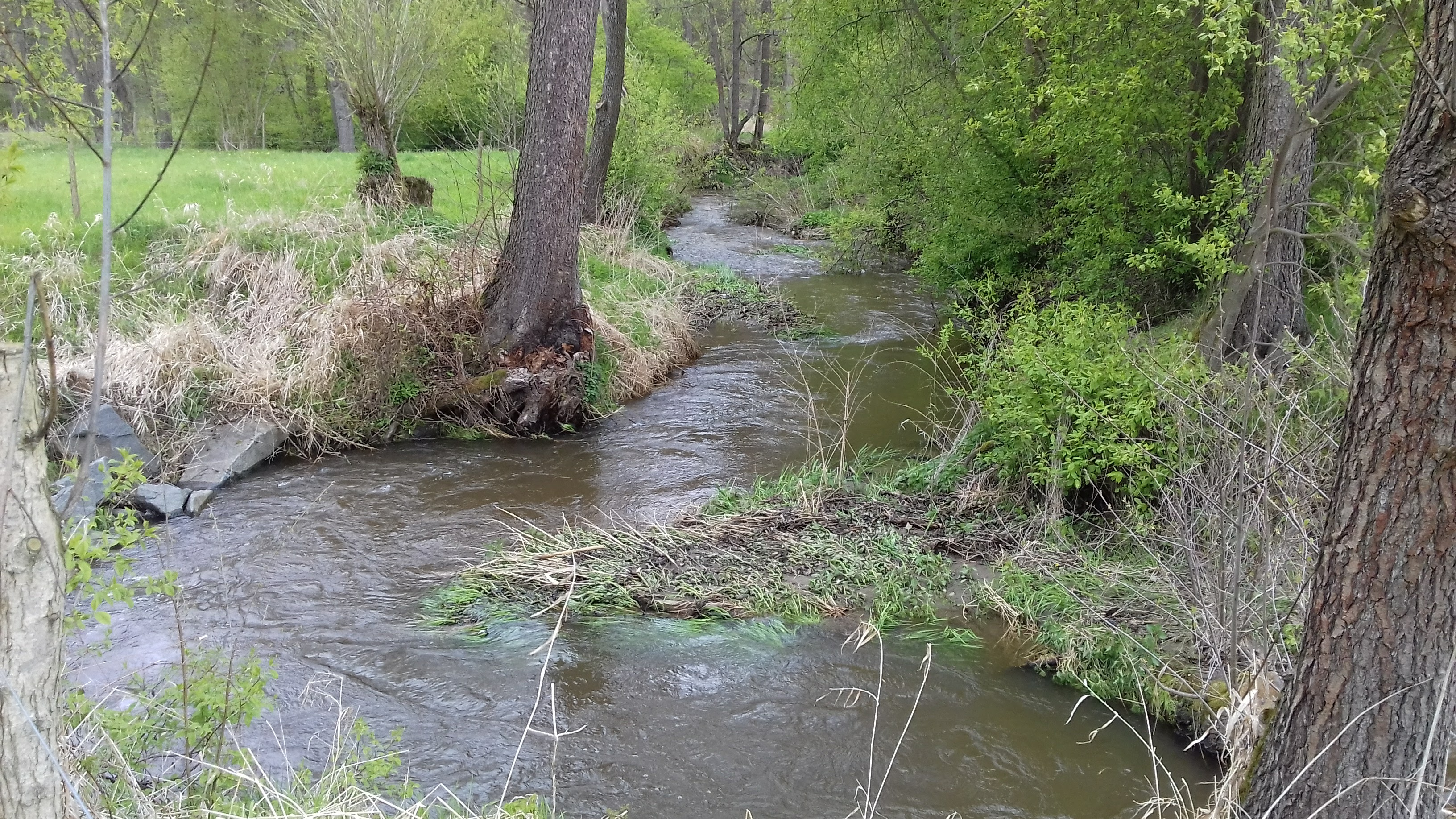
Meandry Brziny v luční nivě na středním toku, poblíž Vletic

Pramení jihovýchodně od Hrazánek, na svazích západních výběžků Čertovy hrbatiny (viz Votická vrchovina), v nadmořské výšce 541 m; její nejvydatnější přítoky Varovský potok pak ve výšce 625 m n. m. a Počepický potok 638 m n. m. Její tok se vine severozápadním směrem oblastí přírodního parku Petrovicko, katastry obcí Petrovice, Krásná Hora a Svatý Jan. Pod Petrovicemi obtéká a odvodňuje menší krasovou oblast, tzv. Týnčanský kras, s Divišovou jeskyní.
Na svém středním toku protéká říčka hlubokým údolím, na jehož dně vytváří četné meandry a hluboké tůně, zaříznuté do říční nivy; koryto je zde modelováno častými záplavami, vyvrácenými stromy a  naplaveným materiálem. V hlubokých hliněných profilech místy hnízdí ledňáček říční. Střední a dolní část řeky včetně částí přítoků je vyhlášena jako pstruhový revír.
Níže po proudu nabírá Brzina na nepropustném skalnatém podloží značný spád a nedaleko Zrůbku ústí jako pravostranný přítok do řeky Vltavy. Původní soutok je proměněn v dlouhý vltavský záliv vzedmutím vodní nádrže Slapy.

### Větší přítoky

#### Zleva
- Předbořický potok ústící do Brziny u Červeného mlýna
- Hostomský potok vytékající z rybníka ve Vrbici, ústící ve Vleticích
- Selný potok (též zvaný Selňátko) tekoucí od Krásné Hory, ústí u Chadimova mlýna v osadě Brzina
- potok Jezvinka

#### Zprava
- Největším přítokem na horním toku je 7 km dlouhý Varovský potok, pramenící na svazích Čertovy hrbatiny, pod Obděnicemi tvořící PP Horní a Dolní obděnický rybník.
- Nejvýznamnějším přítokem Brziny vůbec je Počepický potok (nazývaný též Svrchnice; délka 13,3 km, průměrný průtok v Počepicích 0,11 m³/s[4]). Pramení v Čertově hrbatině nad osadou Setěkovy, v Nechvalicích a Počepicích plní svou vodou četné rybníky. Do Brziny ústí v nadmořské výšce 359 m n. m. pod Vleticemi. Poblíž Bláhovy Lhoty se na něm nachází památkově chráněný roubený mlýn.
- Velký potok
- Hradilský potok odvodňující lesy kolem Svatého Jana, Medné a Skrýšova

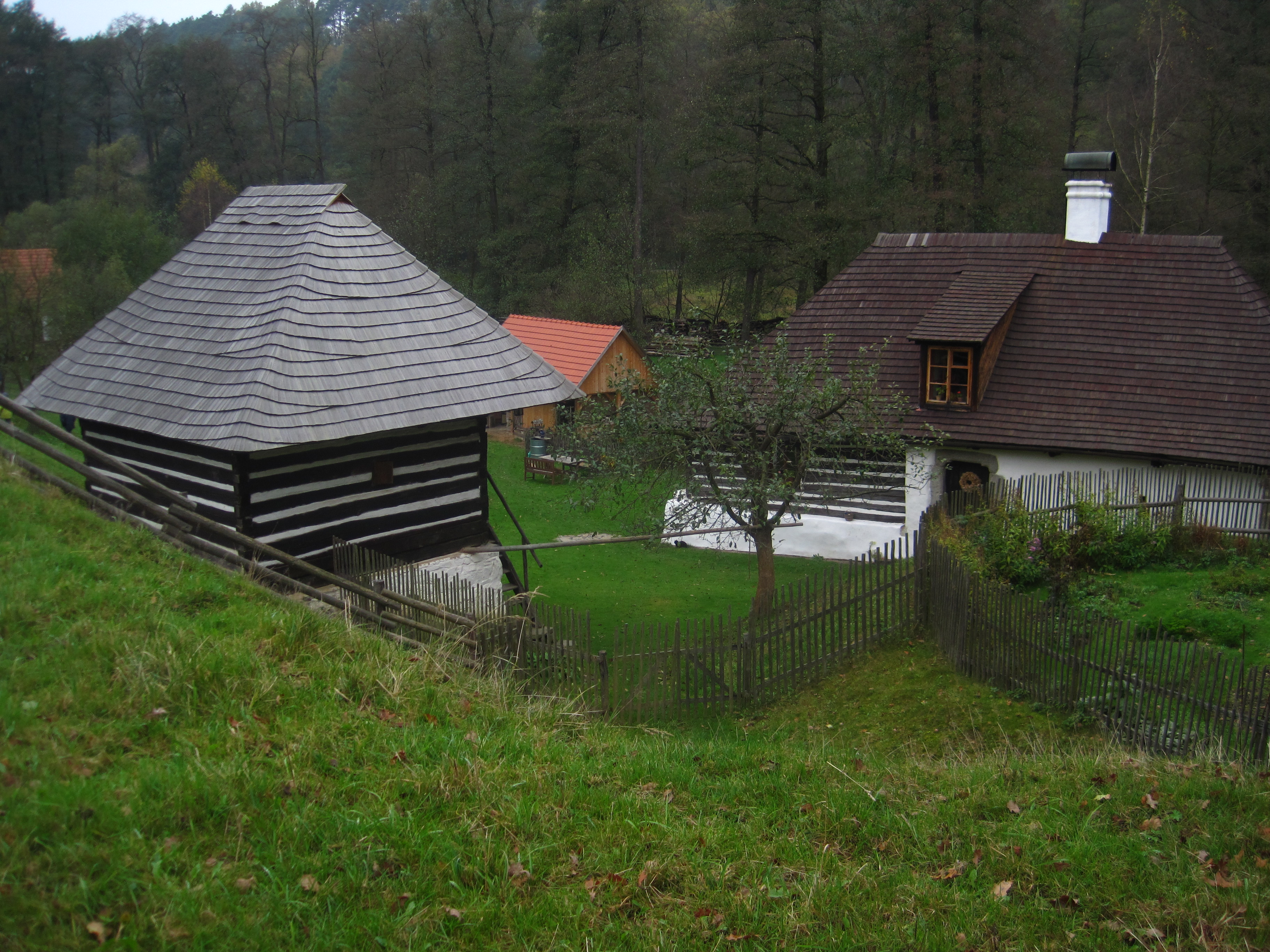
Roubený vodní mlýn v Bláhově Lhotě na potoku Svrchnici, přítoku Brziny

- Podlipský potok

## Hospodářské a kulturní souvislosti
Údolí Brziny bylo osídleno již v pohanských dobách, o čemž svědčí objevená pohřebiště, např. u Červeného mlýna (nálezy mohyl z doby bronzové), u Hrachova a Zrubku. Na potoce se ve středověku rýžovalo zlato; v údolí poblíž Týnčan byly nalezeny škvárovité kameny, které dokládají i zdejší tavení zlata v jednoduchých kadlubech.
Vzhledem k značnému spádu a síle proudu poháněl vodní tok Brziny v minulosti mnoho mlýnů, z nichž nejznámější jsou například mlýn Červený, Kunclův, Kučerův, Stehlíkův nebo Smetákův. V něm v letech 1963–1996 žil a tvořil akademický malíř Ota Janeček. V jeho mlýnici byla také natáčena známá úsměvná scéna z filmu Na samotě u lesa (rež. J. Menzel, 1976), kdy L. Smoljak vypráví historku o hastrmanovi za hluku mlýnských strojů. Počet vodních mlýnů na Brzině a jejích přítocích počátkem 20. století přesahoval tři desítky. Většina jejich budov je dodnes zachována, slouží však již jen rekreačním či turistickým účelům.

## Vodní režim
Vodní režim Brziny se vyznačuje silným kolísáním průtoku, s maximy v jarních měsících v době tání sněhu na svazích Čertovy hrbatiny, odkud sbírá většinu svojí vody. V létě bývá průtok naopak velmi nízký. Při rozvodnění dosahuje její tok značné prudkosti, s níž vyvrací stromy a silně modeluje okolní terén včetně přiléhajících pozemních komunikací. Poslední taková povodeň proběhla v červnu 2013 (viz odkaz).
Průměrný průtok u ústí činí 0,45 m³/s; průtoky Q5=20 m³/s, Q10=28 m³/s a Q50=59 m³/s; stoletá voda odpovídá průtoku 80 m³/s.